# ARE Austrian Real Estate
Die ARE Austrian Real Estate GmbH (kurz: ARE) ist ein österreichisches Immobilienunternehmen, das auf die Bewirtschaftung und Entwicklung von Büro- und Wohngebäuden ausgerichtet ist. Das Unternehmen wurde 2012 als hundertprozentige Tochtergesellschaft der Bundesimmobiliengesellschaft m.b.H. (BIG) gegründet, und sollte im Gegensatz zur BIG, die im öffentlichen Sektor aktiv ist, im privaten Bereich tätig sein. Zum Gründungszeitpunkt wurden rund 25 Prozent des Bestandes der BIG Immobilien auf die ARE Austrian Real Estate übertragen.
Im Rahmen der Wohnbauinitiative der österreichischen Regierung übernahm die ARE ab 2015 vermehrt die Projektentwicklung von Wohnquartieren. Die ARE ist Eigentümerin zahlreicher Liegenschaften in Österreich und entwickelt Projekte wie die Stadtquartiere Village im Dritten in Wien, Vienna Twentytwo, Am Zeughaus in Innsbruck, Juwel im Grünen Mödling und Jakomini Verde in Graz. Der Sitz des Unternehmens ist die österreichische Bundeshauptstadt Wien. Die ARE Austrian Real Estate erwirtschaftete einen Umsatz von 354,1 Mio. Euro im Geschäftsjahr 2023.

## Unternehmensstruktur

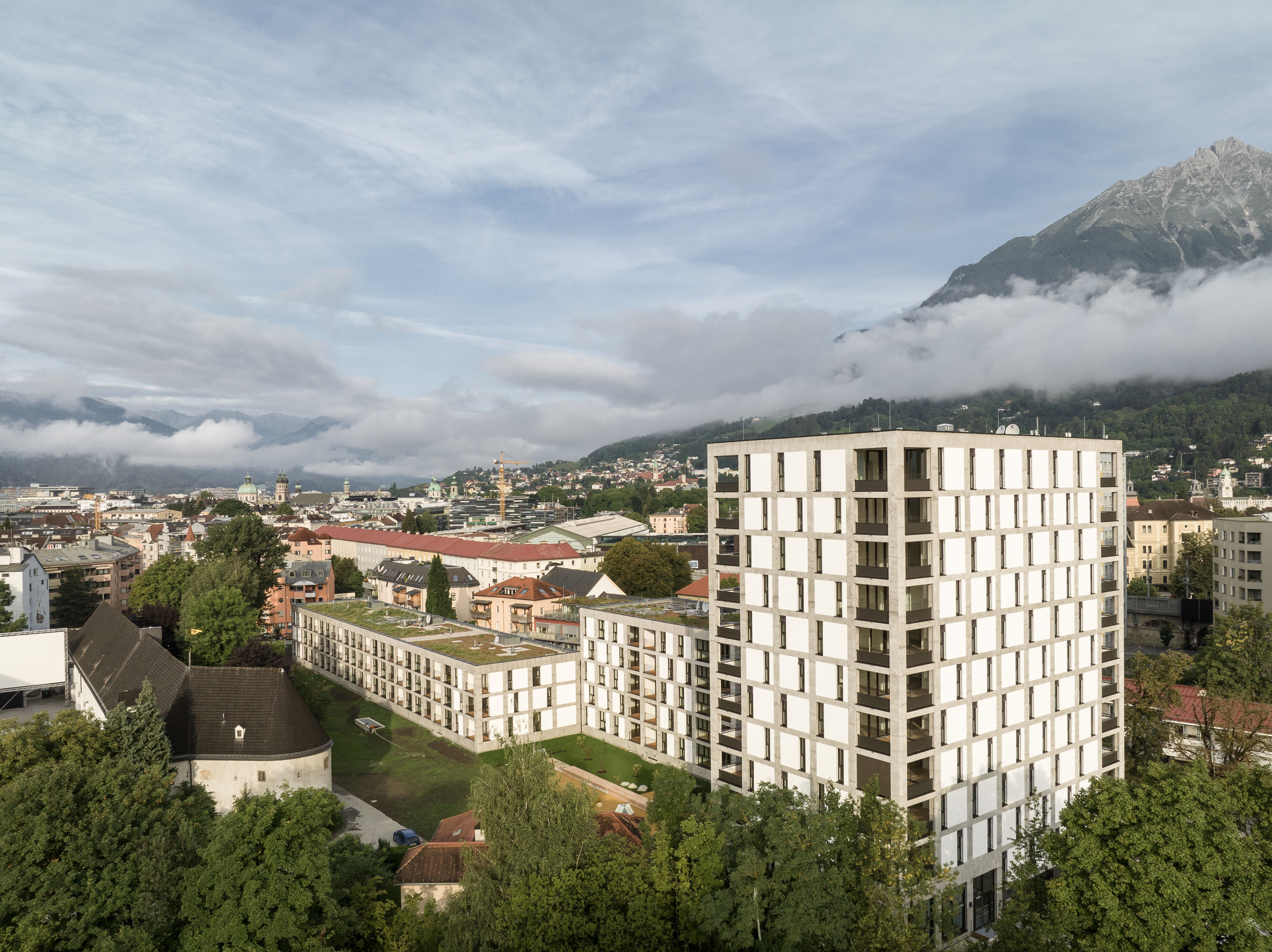
Wohnquartier „Am Zeughaus“ in Innsbruck

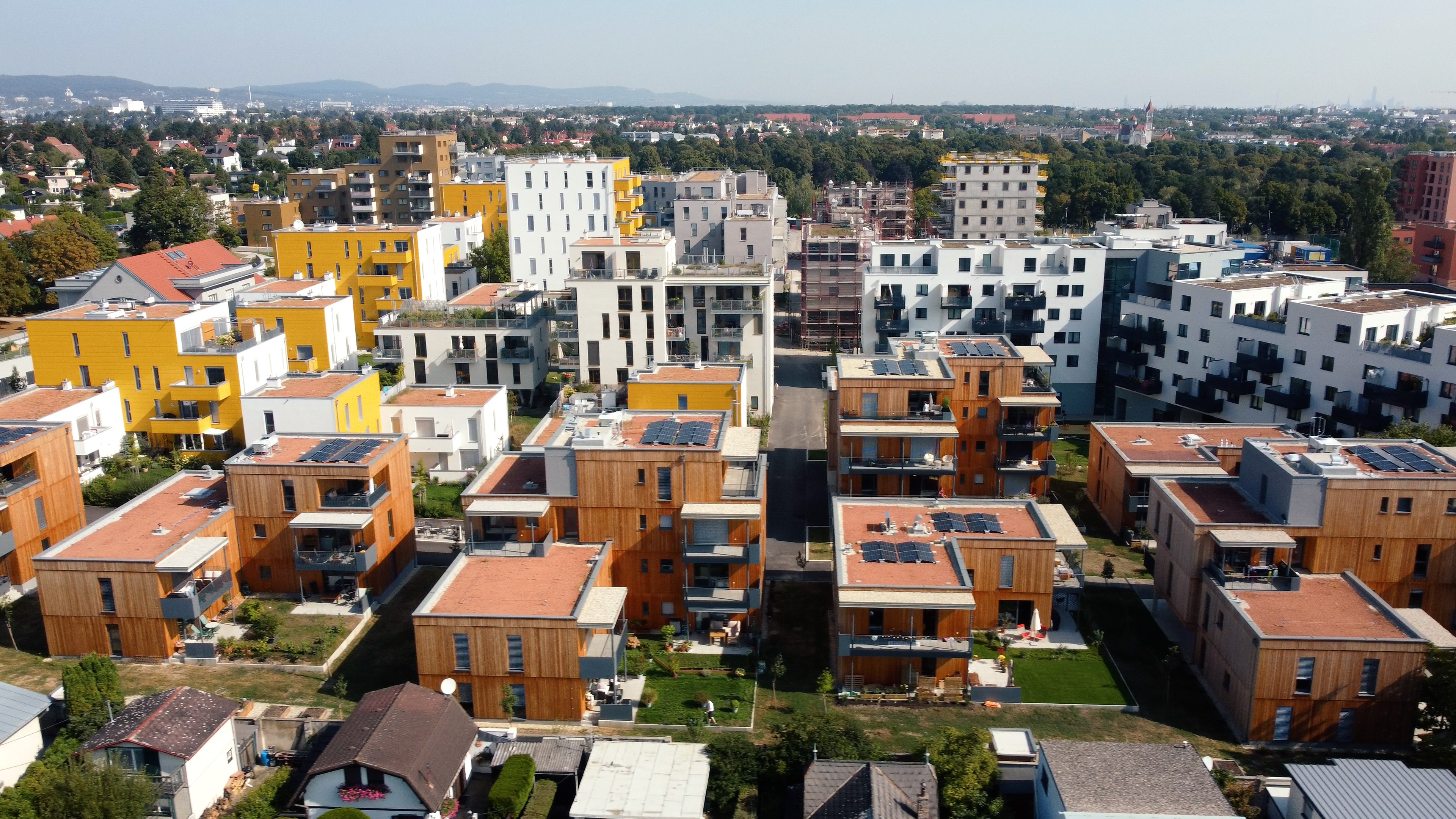
Wildgarten in Meidling

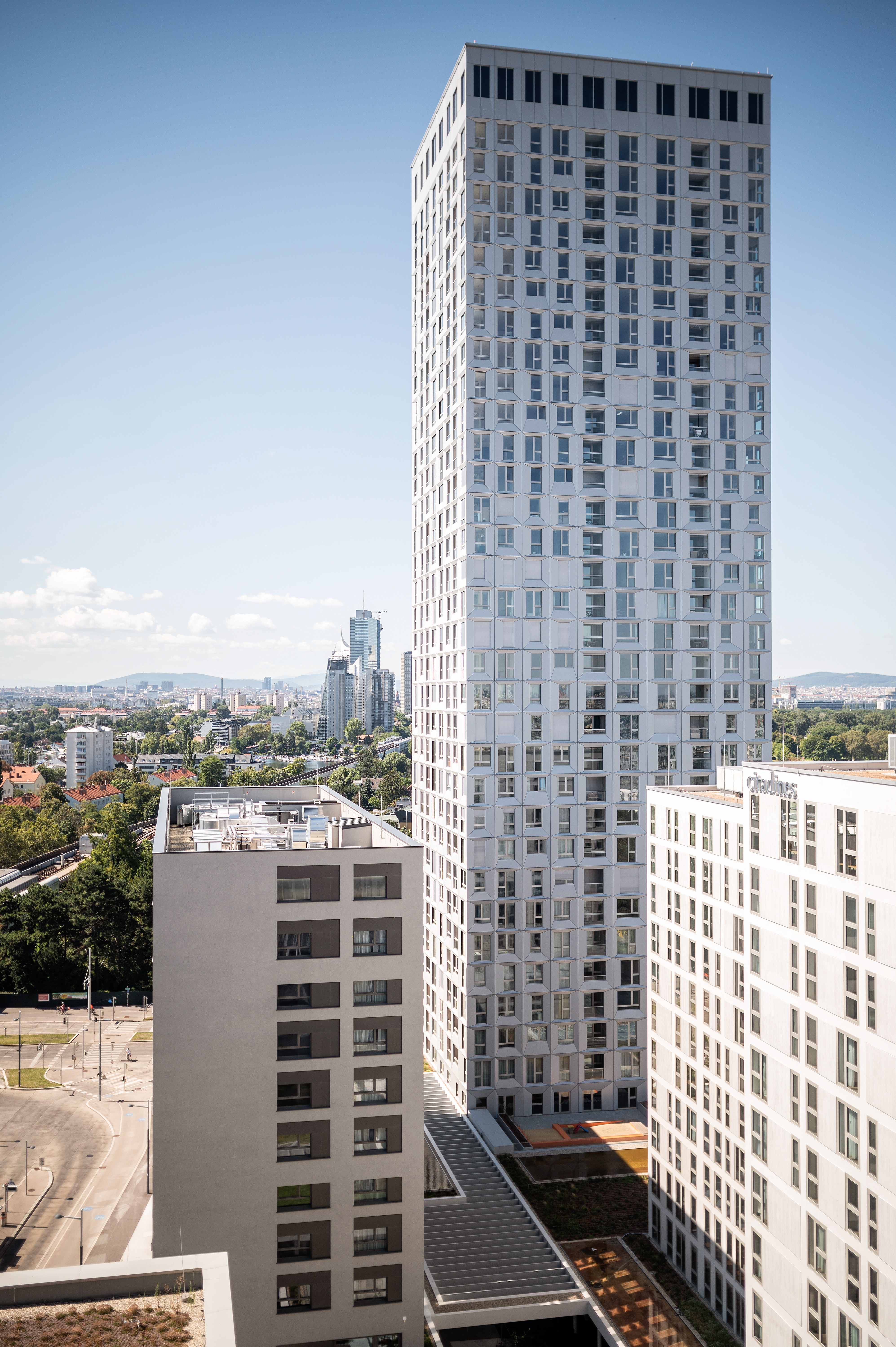
Vienna Twentytwo in der Donaustadt

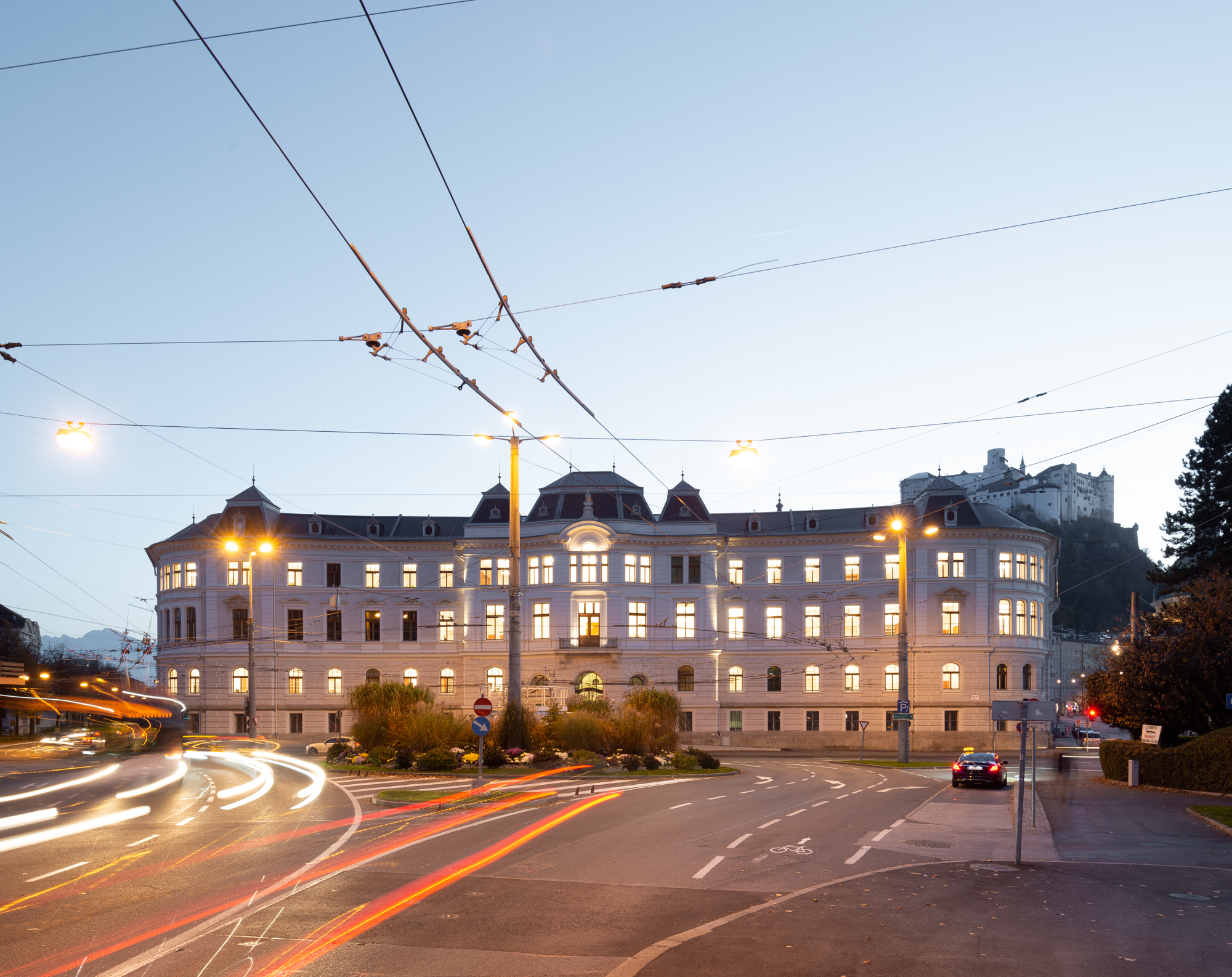
Justizgebäude Salzburg

Das Unternehmen hält jeweils hundertprozentige Beteiligungen an der ARE Austrian Real Estate Development GmbH sowie der ARE Holding GmbH. Weiters hält das Unternehmen über die ARE Beteiligungen GmbH eine hundertprozentige Beteiligung an der ARE Urbaniq GmbH. Die ARE Austrian Real Estate ist eine hundertprozentige Tochtergesellschaft der BIG, wobei die BIG über die Österreichische Beteiligungs AG (ÖBAG) im hundertprozentigen Eigentum der Republik Österreich ist.
Im Geschäftsjahr 2024 umfasste der Immobilienbestand der ARE insgesamt 590 Liegenschaften, von denen rund 75 Prozent Büroimmobilien sind. Der Anteil an den Wohnimmobilien beliefen sich auf 11,7 Prozent. Die verbleibenden 13,2 Prozent entfielen auf weitere Nutzungsarten, wie zum Beispiel Bildungs- oder Produktionsnutzung. Die Mieterlöse des Unternehmens wurden in Wien (134,2 Mio. Euro), der Steiermark (32,4 Mio. Euro), Niederösterreich (21,3 Mio. Euro), Oberösterreich (19,9 Mio. Euro), Salzburg (14,5 Mio. Euro), Tirol (13,8 Mio. Euro), Kärnten (11,1 Mio. Euro), Vorarlberg (5,2 Mio. Euro) sowie dem Burgenland (4,7 Mio. Euro) erwirtschaftet. Der Umsatzerlös belief sich auf 369,1 Mio. Euro. 2024 waren 108 Mitarbeiter für die ARE tätig.

## Bestandsliegenschaften
Von 2014 bis 2016 investierte die ARE in die Generalsanierung eines Bürogebäudes des Arbeitsinspektorats und des Bundesamts für Eich- und Vermessungswesen in Vöcklabruck. Im Rahmen der Bezirksgerichtsreform wurden 2015 die Bezirksgerichte Weiz und Liezen eröffnet und in den darauf folgenden Jahren weitere Gerichtsgebäude saniert und erweitert – zuletzt das Bezirksgericht Seekirchen am Wallersee (April 2023).
Zwischen Oktober 2015 und November 2017 sanierte die ARE ihre Liegenschaften in der Paulustorgasse in Graz, welche unter Denkmalschutz steht und Teil der historischen Befestigungsanlage und damit UNESCO-Weltkulturerbe ist.
2017 erwarb das Unternehmen eine Liegenschaft in der Wiener Trabrennstraße, die als Konzernzentrale genutzt wird. Im Folgejahr sanierte die ARE das ehemalige Gefangenenhaus in Linz-Urfahr, um ein modernes Bürogebäude für die Familien- und Jugendgerichtshilfe zu schaffen. 2020 später begann die ARE Austrian Real Estate mit dem Bau eines zweigeschoßigen Neubaus, der ab 2021 als Einsatzzentrale der Oberösterreichischen Landespolizei in Linz genutzt wurde.
Weiters errichtete die ARE ab 2021 im Auftrag des Bundesministeriums für Inneres das neue Sicherheitszentrum Tirol in Innsbruck. Der Gebäudekomplex besteht aus sieben Baukörpern (fünf Neubauten sowie zwei Bestandsgebäude). Die Fertigstellung ist für 2025 geplant. Im Jahr 2022 kaufte das Unternehmen das Büro- und Geschäftshaus Greenworx, Wien.
2023 erwarb die ARE das Büroobjekt InnoPlaza in Meidling. Das Gebäude setzt sich aus sechs Ober- und vier Untergeschoßen zusammen und umfasst vermietbare Büroflächen, eine Terrasse, Lagerflächen und eine Tiefgarage. Weiters verwaltet die ARE beispielsweise das Gebäude des Schlossmuseums in Freistadt sowie das Bundesamtsgebäude Radetzkystraße in Wien. Dort sind unter anderem das Bundesministerium für Kunst, Kultur, öffentlichen Dienst und Sport (BMKÖS) sowie das Bundesministerium für Klimaschutz, Umwelt, Energie, Mobilität, Innovation und Technologie eingemietet.
Das Unternehmen vermietet außerdem Liegenschaften an das Bundesministerium für Inneres, das Bundesministerium für Justiz, das Bundesministerium für Finanzen, die Agentur für Gesundheit und Ernährungssicherheit GmbH sowie das Bundeskanzleramt.

## Projekt- und Quartiersentwicklungen
Im Juni 2014 erfolgte in der Beatrixgasse 11 im dritten Wiener Gemeindebezirk der Baustart zum ersten Entwicklungsprojekt der ARE Development mit 31 Wohnungen. Im Rahmen der von dem damaligen Wirtschaftsminister Reinhold Mitterlehner angekündigten Wohnbauoffensive investierte die ARE ab 2015 bis zu zwei Mrd. Euro in den österreichischen Wohnbau. Zudem startete das Unternehmen 2015 mit dem Bau des Argento in Wien, und beendete im folgenden Jahr den Bau der Rosenhöfe in Graz. 2016 beendete die ARE den Bau des Wohndeltas Alte Donau in Wien. Weiters begann die ARE 2017 mit dem Bau des Ensembles in Wien. 2017 erfolgte die Fertigstellung von Mietwohnungen in der Kaarstraße in Linz.
2017 begann die ARE mit der Errichtung eines neuen Stadtquartiers am Rosenhügel im 12. Wiener Gemeindebezirk, dem Wildgarten. In Kooperation mit der Soravia Group errichtete das Unternehmen von 2018 bis 2021 die mehrfach international ausgezeichneten TrIIIple Towers in der Wiener Landstraße.
Im Jahr 2019 wurde bekannt, dass die ARE als Bauherr für die Errichtung von 127 Mietwohnungen ab Mitte 2020 in der Derfflingerstraße in Linz tätig werde. Im selben Jahr begann das Unternehmen mit dem Bau eines Wohnprojekts in Gmunden, um 46 frei finanzierte Eigentumswohnungen zu errichten. Weiters errichtete das Unternehmen unter anderem von 2020 bis 2022 in der Landstraßer Hauptstraße einen Gebäudekomplex, der sich aus 156 frei finanzierte Mietwohnungen, einem Büro und zwei Geschäftslokalen zusammensetzt.
Zudem erfolgte 2022 der Baubeginn des Jakomini Verde in Graz. Im selben Jahr wurde die Wohnhausanlage zwischen der Feldkirchner Straße und der Magazingasse in Klagenfurt fertiggestellt.
Als Quartiersentwicklerin errichtet die ARE Austrian Real Estate gemeinsam mit der Stadt Wien sowie weiteren Partnern das städtebauliche Projekt Village im Dritten im 3. Wiener Bezirk. Das Quartier umfasst rund 2000 Wohnungen, Büros, Gewerbeflächen sowie Bildungseinrichtungen auf insgesamt 22 Baufeldern. Die Arbeiten begannen 2020, die Hochbauarbeiten 2023. Die Fertigstellung soll bis 2027 erfolgen. Im Sommer 2023 eröffnete die ARE in Innsbruck das entwickelte Wohnquartier Am Zeughaus. Außerdem gab die ARE im selben Jahr bekannt, das 2017 begonnene Bauprojekt am Wiener Rosenhügel Ende 2024 mit weiteren 157 Mietwohnungen fertigstellen zu wollen.
In Wien-Donaustadt entwickelt die ARE das Stadtquartier Vienna Twentytwo. Das Großprojekt umfasst sechs Bauteile mit einer Höhe von bis zu 155 m Höhe und einer Grundstücksfläche von insgesamt rund 15 000 m². Der Baubeginn erfolgte 2019. Im Jänner 2024 übernahm die ARE zur Gänze das Quartiersprojekt Vienna Twentytwo von dem bisherigen Projektpartner Signa.
2023 begann die ARE mit der Planung einer neuen Liegenschaft (ein Büro- sowie drei Wohngebäude) in der Sonnensteinstraße in Linz-Urfahr. Weiters sollten zwei Bestandsgebäude in den neuen Gebäudekomplex integriert werden – darunter das denkmalgeschützte ehemalige Verwaltungsgebäude der Linzer Ringbrotwerke. 2023 gab das Unternehmen außerdem bekannt, ab 2024 im Mödlinger Neusiedlerviertel weitere Zonen errichten zu wollen (Juwel im grünen Mödling). Im Zuge dessen begann die ARE mit dem Bau eines Gebäudes mit nachhaltiger Energieversorgung, das Betreuungseinrichtungen für Senioren sowie Büro- und Ordinationsflächen beinhaltet.

## Dienstleistungen
Die ARE Austrian Real Estate entwickelt und verwertet als Immobilieneigentümer die im Besitz des Unternehmens befindlichen Liegenschaften und erwirbt sowie errichtet weitere Immobilienobjekte (vor allem in Wien und den österreichischen Landeshauptstädten). Die ARE entwickelt zudem langfristige Standortkonzepte, beispielsweise gemeinsam mit Städten und Gemeinden im urbanen Raum (vor allem in Wien und den österreichischen Landeshauptstädten).

## Nachhaltigkeit
Um die Auswirkungen der Geschäftstätigkeit auf das Klima sowie die Umwelt möglichst gering zu halten, führte der Mutterkonzern BIG zum 1. Jänner 2020 konzernweit nachhaltige Mindeststandards (Ausstieg aus fossilen Brennstoffen, die Verwendung ökologischer Baustoffe sowie die Förderung von Sonnenenergie, Kreislaufwirtschaft und Biodiversität) für alle Neubauten und Generalsanierungen ein. Die ARE bekennt sich laut eigener Aussage zu den Zielen des Pariser Klimaabkommens. Weiters hat sich das Unternehmen für eine Lebenszykluskostenanalyse der Liegenschaften und Sanierung von denkmalgeschützten Bestandsgebäuden (etwa die Restaurierung des Schlosses Altkettenhof) verpflichtet. Im Rahmen der Gebäudeplanung richtet sich die Austria Real Estate weiters an den ESG-Kriterien aus. Das Unternehmen erfasst zudem die Treibhausgasemissionen nach dem Greenhouse Gas Protocol.
In den TrIIIple Towers wird das Wasser des nahen Donaukanals genutzt, um das Gebäude zu wärmen und zu kühlen. Im Stadtquartier Wildgarten wurden in Kooperation mit Wienerberger erstmalig zwei Gebäude mit acht Vollgeschoßen in monolithischer Ziegelbauweise gebaut. Darüber hinaus wird in der Liegenschaft in der Linzer Derfflingerstraße neben einem begrünten Hofbereich Regenwassermanagement eingesetzt – das Regenwasser wird auf der Tiefgaragendecke gesammelt, um zum Beispiel die Pflanzen des Quartiers mit Regenwasser zu gießen. Das Mödlinger Stadtquartier Juwel im grünen Mödling nutzt weiters Erdwärme für die Energieversorgung. Das Quartier Hirschfeld wird mit Erdwärme, Grundwasser und Sonnenenergie überwiegend autark mit Energie versorgt werden.
Das im Quartier Vienna Twentytwo verwendete Energiesystem nutzt hauptsächlich erneuerbare Energiequellen. Die Wärmepumpen werden mit Geothermie-Kreisläufen, Erdwärmesonden und Brunnenanlagen betrieben. Sowohl die Wärme- als auch die Kälteenergie wird von dem Energiesystem in das Quartier geleitet. Ebenso wird für das Village im Dritten ein gemeinsam mit der Wien Energie GmbH entwickeltes Energiesystem zur Versorgung mit Wärme, Kälte und Strom erstellt, das auf der Nutzung lokaler erneuerbarer Energien basiert. Dabei sollen Erdwärmesonden, Photovoltaikanlagen und Wärmepumpen kombiniert werden.
Die Revitalisierung des 1911 errichteten Gebäudes in der Kleinen Sperlgasse 5 in Wien-Leopoldstadt wurde 2024 abgeschlossen.

## Auszeichnungen (Auswahl)
- 2021: ÖGNI-Platinzertifizierung für das Bürogebäude Smart Office[73]
- 2021: Auszeichnung durch die Architekturausstellung gebaut 2021 für Selma am Park[74]
- 2022: DGNB-Gold Vorzertifikat für das Village im Dritten[75][76]
- 2022: System Award für die innovative Energieversorgung der TrIIIple Towers mittels Flusswasserkraftwerk[77]
- 2022: CO2-Countdown-Award in der Kategorie Kreativ neu gedacht von der Facility Management Austria und der International Facility Management Association für die im Eigentum der ARE stehende Sicherheitsakademie Traiskirchen[78]
- 2022: Auszeichnung durch die Architekturausstellung gebaut 2022 für die Wohnhausanlage Landstraßer Hauptstraße 148A und den Holzwohnbau Wildgarten[79]

- 2023: International Architecture Award (Kategorie Skyscrapers/High Rises) sowie Best Tall Residential Building (Council on Tall Buildings and Urban Habitat) für die TrIIIple Towers[80][81][82]
- 2023: Finale der weltweit besten Hochhäuser des Internationalen Hochhauspreises für TrIIIple Towers[83]
- 2023: Architektur- und Städtebaupreis Premio CSCAE 2023 für die Architekten des Stadtquartiers Wildgarten[84] (für den kollaborativen Prozess bei der Gestaltung des Quartiers, die architektonische Vielfalt und die Gemeinschaftsflächen[85])
- 2023: Klima:aktiv gold für das Bezirksgericht Seekirchen am Wallersee[86]